# Hon'inbō Shūsaku
Kuwabara Torajirō  (桑原 虎次郎?), meglio noto con il titolo di Hon'inbō Shūsaku  (本因坊 秀策?), (Innoshima, 6 giugno 1829 – Edo, 3 settembre 1862) è stato un goista giapponese.
Detto l'invincibile, è riconosciuto come uno dei più forti giocatori della storia del go e fra i più influenti, famoso per la sua serie ininterrotta di vittorie nelle annuali partite del castello giocate davanti allo shōgun e la sfida in trenta partite contro Ōta Yūzo. Ha innovato fortemente la strategia del gioco, perfezionando fra l'altro l'apertura eponima, il Fuseki di Shūsaku da giocare col Nero. La sua morte nel fiore degli anni e all'apice della sua carriera colpì fortemente la società ed il mondo del go alla fine del periodo Edo. Dopo la sua scomparsa, è stato innalzato a «santo del go»; assieme al suo maestro, l'Hon'inbō Shūwa, è considerato il più forte giocatore della sua epoca.

## Biografia
Shūsaku nasce in un periodo dorato per il go in Giappone: introdotto nel periodo Nara dal ministro Kibi no Makibi, il gioco del go era nel periodo Edo in voga presso l'aristocrazia, il clero e la classe guerriera, il che aveva prodotto un sistema unico di scuole per giocatori professionisti e numerosi avanzamenti nelle strategie del gioco. La presenza di mecenati e di cariche che dipendevano dalla potenza della scuola di appartenenza e dalla capacità del giocatore avevano prodotto all'epoca di Shusaku una generazione di giocatori molto bravi che competevano fra di loro. 

### Primi anni

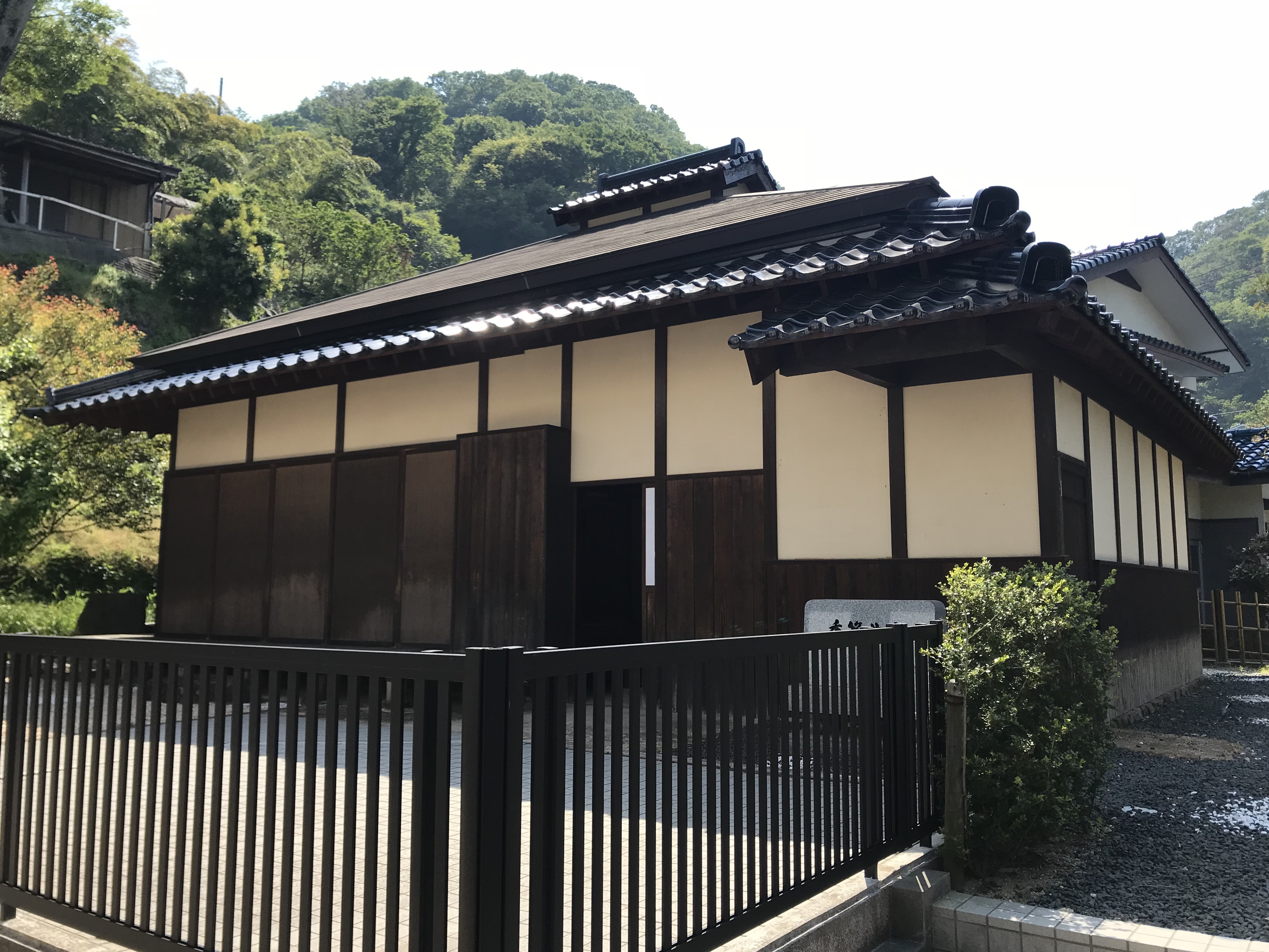
Casa natale di Shūsaku

Secondo figlio del mercante Kuwabara Wazo, Shusaku nacque sull'isola di Innoshima, nel villaggio di Tonoura vicino alla città di Onomichi, nella prefettura di Hiroshima. Bambino prodigio, probabilmente apprese il go da sua madre Kame (che giocava quando era incinta) o da Oriashi Gembei, un ricco mercante di Onomichi. La storia vuole che il 23 settembre 1834, il piccolo Shusaku andasse con suo padre alla fiera di Onomichi; lì osservò una partita di go fra Oriashi Gembei e Hashimoto Yoshibei, un letterato noto nella zona. Shusaku si appassionò al gioco e, benché Gembei gli avesse dato nove pietre di handicap, dimostrò uno speciale talento, progredendo ad ogni partita. Nell'autunno del 1835 era capace di giocare contro Yoshibei e Gembei alla pari. Venne notato dal daymō del castello di Mihara, Tadahiro Asano, che lo prese sotto la sua protezione; gli permise quindi di studiare con il monaco oshin, abate del tempio di Hosenji nella città di Takehara e forte giocatore che seguiva il daymō nelle sue partite.
All'età di otto anni, nel 1837, Shusaku era già riconosciuto fra i giocatori più forti della provincia. Incontrò per la prima volta un famoso giocatore nel gennaio 1837, quando il maestro Ito Showa, in tournée a Honshu, si fermò a Onomichi. Accolto freddamente dal maestro, Susaku iniziò una partita contro di lui che ben presto riconobbe la sua forza (anni dopo, Ito Showa si scusò per la scontrosità nel loro primo incontro). Il daymō si prodigò quindi per fare accettare il ragazzo alla scuola degli Hon'inbō, all'epoca la più reputata del Giappone, famosa per aver prodotto il santo del go Dosaku e numerosi Meijin. Shusaku lasciò quindi la sua casa natale per raggiungere Edo a fine 1837. Ufficialmente Shusaku era allievo dell'Hon'inbō Jowa, ma studiava con altri allievi più vecchi di lui, come è costume per gli insei (gli studenti di go). Jowa seguiva però il suo discepolo da lontano; in un'occasione avrebbe detto, facendo riferimento al santo Dosaku: "Questo è il più grande talento degli ultimi 150 anni. D'ora in poi, la mia scuola sicuramente prospererà." Il 29 o 28 novembre 1839 ottenne il diploma di giocatore professionista promosso a shodan (primo dan).

### La folgorante ascesa
Nel 1840, Shusaku lasciò Edo e tornò a casa per un periodo di un anno. Il primo atto dello shodan di dieci anni fu di porgere i suoi rispetti al daymō al castello di Mihara; Asano gli concesse uno stipendio di "cinque razioni", un atto comunque senza precedente verso un bambino così piccolo. In quel periodo a Innoshima, Shusaku studiò con i migliori maestri della zona un cursus di studi classici, sotto la protezione di Asano; imparò i classici cinesi con Sakai Kozan, un noto studioso confuciano legato al clan Asano di Hiroshima e si esercitò nella calligrafia (una pratica per la quale era famoso in età adulta) col maestro Dojin Chikuun.
Tornò alla scuola a fine estate del 1841 per ricevere il grado di 2º dan ad essumere il nome di "Shusaku". In seguito, continuò a progredire, raggiungendo il 4º dan nel 1844, dopo di che tornò a casa per un periodo ancor più lungo del precedente. 

#### La partita delle orecchie arrossite
Sulla via del ritorno verso Edo, nella primavera del 1846, giocò a Osaka contro Junsetsu Nakagawa, 5 dan, il quale era un allievo di Gennan Inseki, l'avversario storico di Hon'inbō Jowa per la carica di Meijin godokoro. Gennan era a capo della scuola Inoue, 8 dan e riconosciuto, anche dallo stesso Jowa, un giocatore della forza di un Meijin, il che faceva di lui il più forte giocatore in attività, considerato il ritiro di Jowa dal go agonistico.
Shusaku giocò durante il mese di maggio quattro partite col sen-an-sei contro Junsetsu, vincendole tutte. A luglio, venne presentato a Gennan, che gli offrì di giocare con due pietre di handicap, ma il maestro reputò che Shusaku fosse troppo forte ed interruppe la partita dopo 102 mosse. Una nuova partita iniziò, con Shusaku giocando da Nero, un grande onore tenuto conto del grado e della posizione di Gennan Inseki: era la partita in seguito conosciuta come "la partita delle orecchie arrossite". Gennan giocò una nuova variante del joseki taicha (il grande pendio) nell'angolo e Shusaku rispose malamente. Cercò di recuperare l'errore iniziale, ma era ancora dietro nello chuban (a metà partita); fra gli spettatori, solamente un dottore reputava che Shusaku stesse vincendo, non perché conoscesse bene il gioco, ma perché aveva notato che le orecchie di Gennan erano arrossite dopo una mossa del suo avversario, chiaro segno di sorpresa. Alla fine di una partita combattuta, Shusaku vinse per due punti. Più tardi Gennan commentò che Shusaku aveva già la forza di un 7 dan.
Il ritorno a Edo fu trionfale: Shusaku venne promosso 5º dan e ufficialmente designato come l'erede di Shuwa, che allora era l'erede della casa degli Hon'inbō, diretta dall'Hon'inbō Josaku, dalla ormai fragile salute. Shusaku inizialmente rifiutò, menzionando le sue obbligazioni verso il clan Asano. Una volta liberato dai suoi obblighi, Shusaku accettò la nomina il 22 novembre 1848. Hon'inbō Josaku e Jowa morirono poco prima, nei mesi di agosto e ottobre di quell'anno ed il titolo passò a Shuwa.
Come erede ufficiale della casa Hon'inbō, Shusaku aveva un incarico di prestigio; venne ricevuto dallo shogun il 15 dicembre 1848 ed infine sposò la figlia del suo maestro Hon'inbō Showa, Hana. Venne promosso 6º dan nello stesso anno e raggiunse il 7º dan fra il 1849 ed il 1853. Nel 1848 il suo amico Ōta Yūzo, considerato anch'egli fra i giocatori più forti del momento, venne promosso 7º dan e Gennan Inseki si ritirò dalle competizioni. Nel 1849 giocò la prima della sua travolgente serie di "sfide del castello" (Oshirogo). È stato soprannominato "Invincibile Shusaku" dopo aver vinto per 19 volte consecutive in queste annuali sfide.

### Sanjubango
Nel 1853, un gruppo di goisti di alto livello si incontrò in una casa a Edo; erano Yasui Sanchi, Ito Showa, Sakaguchi Sentoku, Hattori Seitetsu e Ōta Yūzo. Il tema delle loro discussioni era Shusaku, che quasi tutti vedevano come il giocatore più forte di quel tempo, ma Ota era nel mezzo di una serie di partite contro Shusaku e non condivideva l'opinione generale, dato che i due giocatori erano fermi sul pareggio con tre vittorie ciascuno. Akai Gorosaku, un famoso mecenate dell'epoca, decise di finanziare una competizione su 30 partite (Sanjubango) fra Ota e Shusaku; una competizione di tale durata non si era mai vista.
La serie di incontri cominciò nel 1853, Ota aveva 46 anni ed era 7 dan, mentre Shusaku aveva 24 anni e giocava come 6 dan. Le partite si giocavano al ritmo di una a settimana, una cadenza più elevata rispetto al tipico scontro su dieci partite (Jubango). Fino all'undicesima partita, Ota giocava bene e manteneva il vantaggio, ma Shusaku preparava la rimonta: al 17º incontro, Ōta era indietro di quattro partite e dovette giocare con handicap senaisen. La ventunesima partita si giocò nel mese di giugno, ma la seguente venne giocata ad ottobre, per motivi non chiariti, e venne disputata a casa di Ota, un altro elemento che la distingue dalle precedenti visto che i giocatori si incontravano in località neutrali. Ota perse anche quell'incontro e la partita successiva venne disputata ancora una volta in una località neutrale. Dopo quasi 24 ore di gioco consecutivo, il 23º incontro finì con un pareggio che salvò Ōta dall'umiliazione, ma si pensa che il risultato venne programmato in anticipo.
Battendo ripetutamente il suo rivale ed amico Ōta Yūzo e costringendolo a prendere dell'handicap, Shusaku venne riconosciuto unanimemente come il più forte giocatore dell'epoca, con l'eccezione di Shuwa.

### Morte ed eredità
Un'epidemia di colera imperversò nel Giappone nell'anno 1862. Shusaku era dedito a curare gli ammalati della casa Hon'inbō, ma si ammalò anche lui. Morì della malattia il 3 settembre dello stesso anno, all'età di 33 anni.
Per rispetto per il suo maestro Hon'inbō Shuwa, Shusaku ha rifiutato di prendere Bianco finché la differenza di forza fra i due non fosse evidente. Di contro, non è chiaro se Shuwa fosse realmente meno forte del suo allievo: ad esempio batteva facilmente Ōta Yūzo, mentre Shusaku faticava nelle sfide contro Yūzo. Oltre a Shasaku, solamente due sono i giocatori di go che hanno raggiunto il titolo di "santo del go" (Kisei): Hon'inbō Dosaku (1645–1702) e Hon'inbō Jowa (1787–1847). Va detto che il titolo di Jowa venne revocato dopo la sua morte per via delle rivelazioni nel 1904 sulle sue manovre per raggiungere la carica di Meijin Godokoro; al suo posto, Shusahu venne considerato santo del go, complice la diffusione delle sue partite con la pubblicazione di una raccolta di 100 suoi incontri nel 1900.
Il nome di Shusaku è collegato al Fuseki di Shusaku, un'apertura per Nero che egli sviluppò più di chiunque altro e che rimase molto popolare fino agli anni 1930. La "partita delle orecchie arrossite" è forse la più famosa partita della storia del go giapponese; giocata a livelli altissimi, introduce una nuova sequenza che oggi è parte delle varianti standard del taicha joseki, è ricca di tesuji sorprendenti, ha una battaglia di ko lunga e decisiva; è stata studiata e commentata dai maggiori goisti come Minoru Kitani e Miyamoto Naoki.
Shusaku è anche ricordato per il "numero di Shusaku", l'equivalente del numero di Erdős per i goisti.

## Nella cultura di massa
Nei manga e nella serie di anime Hikaru no Go, il piccolo Shusaku incontra lo spirito di Fujiwara-no-Sai, un goista del periodo Heian evocato dal goban. Shusaku diventa quindi un medium attraverso il quale Sai gioca le partite assieme a lui.